# أندريه جوسيف
أندريه جوسيف (الروسية: Андрей Евгеньевич Гусев) (و. 1952  م) هو كاتب، وصحفي، ومخترِع، وفيزيائي، ومهندس، ومحرر من الاتحاد السوفيتي، وروسيا، ولد في موسكو.

## مناصب
تولى منصب رئيس تحرير.

## التعليم
تعلم في الجامعة الوطنية للبحوث النووية.

## جوائز
حصل على جوائز منها:
- Badge "Inventor of the USSR"  [لغات أخرى]‏.